# Абрамова, Екатерина Валерьевна
Екатерина Валерьевна Абрамова (род. 17 декабря 1970, Москва) — российская журналистка, заместительница директора МТРК «Мир», директор телеканалов «МИР» и «МИР 24», ведущая еженедельной телепередачи «Вместе».

## Биография
Окончила филологический факультет МГУ (1993) по специальности «русский язык как иностранный». Внештатный редактор программы «Утро» на Первом канале российского ТВ, корреспондент радиостанции «Deutsche Welle» («Немецкая волна») в Москве и телеканала «Деловая Россия».
С октября 1994 года спецкор МТРК «Мир», с 2002 по 2006 год ― выпускающий редактор, шеф-редактор, руководитель службы новостей МТРК «Мир».
С апреля 2006 года заместитель председателя МТРК «Мир» ― директор телерадиовещания.

## Награды
- Орден Дружбы (1 февраля 2018 года) — за большой вклад в развитие телерадиовещания и многолетнюю плодотворную деятельность[2]
- Медаль ордена «За заслуги перед Отечеством» I степени (4 октября 2024 года) — за заслуги в развитии средств массовой информации и многолетнюю добросовестную работу[3]
- Медаль ордена «За заслуги перед Отечеством» II степени (16 октября 2012 года) — за большой вклад в развитие телерадиовещания и многолетнюю плодотворную деятельность[4]
- Благодарность Правительства Российской Федерации (31 марта 2010 года) — за активное участие в освещении деятельности Председателя Правительства Российской Федерации[5].
- Золотая медаль «Древо дружбы» (14 ноября 2003 года, Совет Межпарламентской Ассамблеи государств — участников Содружества Независимых Государств) — за выдающийся вклад в формирование информационного пространства Содружества Независимых Государств[6].